# Тиран-свистун білогузий
Тиран-свистун білогузий (Sirystes albocinereus) — вид горобцеподібних птахів родини тиранових (Tyrannidae). Мешкає в Південній Америці. Раніше вважався підвидом чорноголового тирана-свистуна.

## Поширення і екологія
Білогузі тирани-свистуни мешкають в передгір'ях на схід від Анд у Венесуелі, Колумбії, Еквадорі, Перу і Болівії, а також на заході Бразильської Амазонії. Вони живуть у вологих рівнинних тропічних лісах.